# Caricyno
Caricyno (rusky Царицыно, doslovně carevnino) je přírodně-historický park na jihu Moskvy.
Je pojmenován podle carevny Kateřiny Veliké, která na tomto místě nechala zbudovat původně carskou rezidenci. Její výstavba probíhala v letech 1776 až 1785 pod vedením Vasilije Baženova, avšak carevna s jeho pracemi spokojena nebyla, a tak nechala výstavbu skončit; následně byla nedokončená budova poškozena. Až později, v roce 1797, ve stavbě pokračoval Matvěj Kazakov. V současné době je budova v majetku města a prochází rekonstrukcí.
Okolní park je místem, kde se každý rok 1. června koná setkání moskevských hippies, aby uvítali přicházející léto.